# 石川県道106号野々市西金沢停車場線
石川県道106号野々市西金沢停車場線（いしかわけんどう106ごう ののいちにしかなざわていしゃじょうせん）は、石川県野々市市と同県金沢市を結ぶ一般県道（石川県道）である。

## 概要
- 起点：石川県野々市市横宮町65番1地先（＝横宮交差点・国道157号（国道305号と重複）、石川県道193号窪野々市線交点）
- 終点：石川県金沢市西金沢一丁目2番2地先（＝IRいしかわ鉄道線西金沢駅東口）

野々市市と金沢市の西金沢駅とを南北に結ぶ。区画整理前は北陸鉄道石川線と並行してほぼ一直線で南北を縦貫していたが、現在は押野地区内を蛇行している。

## 現況
起点の野々市市横宮町・横宮交差点からIRいしかわ鉄道線をアンダーパスする横断地下歩道の馬堰地下道までの区間、および北陸鉄道石川線の太郎田踏切から終点のJR西金沢駅までの区間は両側2車線（片側1車線）の幅員があるものの、IRいしかわ鉄道線に沿った馬堰地下道から北陸鉄道石川線の太郎田踏切までの区間は両側1.5車線程度と狭くなっている。歩道に関しては、起点の横宮交差点から野々市市と金沢市の市町境にほど近い、金沢市押野2丁目のおしの保育園前まで、および終点のJR西金沢駅手前約70mの通りには、車道の両脇に設置されている。また、館野小北交差点には押野地下横断歩道（延長16m、IRいしかわ鉄道線を潜る）が設置されている。野々市市横宮町から同町押野6丁目までの区間（1,160m）、および金沢市押野2丁目から同市西金沢1丁目（806m）には地下水を水源とする融雪装置が設置されている。また、前述の押野地下横断歩道にはロードヒーティングによる融雪工が施されている。

## 歴史
- 1960年（昭和35年）10月15日：路線認定。
- 2008年（平成21年）秋以降：北陸新幹線建設に伴い金沢市西金沢1丁目で付け替え・拡幅工事実施。

## 接続道路
- 国道157号（国道305号と重複）、石川県道193号窪野々市線（野々市市横宮町・横宮交差点：起点）
- 石川県道194号宮永横川町線（野々市市押野6丁目・押野6丁目交差点）
- 石川県道195号倉部金沢線（金沢市西金沢1丁目）

## 重複区間
- 石川県道195号金沢倉部線（金沢市西金沢1丁目地内）

## 道路の通称
- 布水つばき通り（野々市市横宮町・横宮交差点：起点 - 同市押野2丁目・布水中学校前交差点）

## 通過する自治体
- 石川県
  - 野々市市 - 金沢市

## 周辺施設
- ヴィテンののいち
- 北陸放送野々市中継所・FM石川送信所（野々市テレビ・ラジオ放送所）
- 野々市市立布水中学校
- 野々市市立館野小学校
- 北陸製菓本社工場
- 加賀製紙本社工場
- 北陸鉄道石川線新西金沢駅
- IRいしかわ鉄道線西金沢駅

## バス路線
- 野々市市コミュニティバス「のっティ」
  - 北部ルート（館野小北交差点 - 押野2丁目 - 布水中学校前交差点）
- 北鉄金沢バス
  - 西金沢線（西金沢 - 石川県道195号倉部金沢線交点）
  - 鳴和増泉線（西金沢 - 石川県道195号倉部金沢線交点）